# Simónidés z Keu
Simónidés z Keu (asi 556 – 467 př. n. l.) byl starověký řecký básník. Skládal sborovou (chórickou) lyriku, elegie, epigramy a prý, jako první Řek, i příležitostnou poezii, konkrétně tzv. epiníkia, oslavné básně na vítěze závodů.
Nejprve působil v Athénách, později v Thesalii. Tam se údajně jako jediný zachránil, když se zřítil hodovní sál.
Je autorem proslulého epitafu popisující hrdinství Sparťanů v bitvě u Thermopyl: „Poutníče, zvěstuj Lakedaimonským, že my tuhle mrtvi ležíme, jakož zákony kázaly nám.“ Známou je i jeho elegie o vítězství Athéňanů nad Peršany z roku 490 př. n. l. V básnickém závodu prý zvítězil nad Aischylem.
Dochované zlomky jeho prací vyšly česky ve výboru Nejstarší řecká lyrika.